# Ferdinand von Concin
Ferdinand von Concin(i) (* 1552; † 21. Januar 1612 in Wien) war ein österreichischer Amtsverwalter, Kämmerer, kaiserlicher Rat und Reichshofrat.

## Leben
Er stammte aus dem Adelsgeschlecht Concin. Seine Eltern waren Christoph von Concin zu Droß, Wocking, Wildenstein und Perwarth und dessen Ehefrau Maria Salome geb. von Rosseck. Ferdinand von Concin diente zunächst 1586 als Landmarschallgerichtsbeisitzer, danach als Ritterstands-Kommissar und Reitmarschall, seit 1597 als niederösterreichischer Landuntermarschall-Amtsverwalter, sowie unter Kaiser Rudolf II. als kaiserlicher Rat. 1589 nannte er sich noch nach seinen Gütern Concin auf Wocking, Herr zu Peerwart und Weissenburg an der Pielach. 1593 kaufte er von Hans Reickher zum Thurn den Rittersitz Walkersdorf, ein Lehen des Stifts Melk, sowie 1596 Strannersdorf und Kälberhart. Obwohl fast alle seine Vettern und Verwandten zum Protestantismus konvertierten, blieb er zeit seines Lebens dem Katholizismus treu. Am 4. Mai 1605 bekleidete er das Amt des Regimentsregenten in den niederösterreichischen Landen. Schließlich ernannte ihn Kaiser Rudolf II. 1605 zum wirklichen Reichshofrat. Am 12. Juli 1607 erlangte er und seine Vettern das Freiherrendiplom. Ferdinand von Concin starb als kaiserlicher Reichshofrat im Januar 1612 in Wien.

## Familie
Ferdinand von Concin heiratete Ursula Petronella von Gienger, Tochter des kaiserlichen Hofkammerrats Jakob von Gienger zu Grünbühel auf Wolfseck und dessen Ehefrau Barbara geb. Kölnbeckh. Aus der Ehe gingen folgende Kinder hervor:
- Johann Jakob Freiherr von Concin zu Weichelbach und Haidersdorf, ⚭ 1617 Catharina von Tyriach
- Reichard von Concin, starb jung
- Barbara von Concin (* 1585; † 6. Februar 1644 in Wien), begraben in der Jesuitenkirche, ⚭ Hieronymus Montecuccoli, Obersthofmeister[2]
- Ferdinand Freiherr von Concin, starb jung
- Christoph Freiherr von Concin
- Salome von Concin
- Maria Anna von Concin, ⚭ Johann Carl Freiherr von Egg, kaiserlicher Kämmerer
- Anna von Concin (* 1579; † 25. November 1667 in Traidendorf), ⚭ Matthias Tänzl von Trazberg, kaiserlicher Kämmerer[3]
- Maria Ursula von Concin († 1647), ⚭ Johann Gottfried Freiherr von Greiffenberg zu Seisseneck
- Maria Margaretha Freiin von Concin, ⚭ Johann Baptist Freiherr von Weber zu Pisenberg und Petronell
- Maria Magdalena Freiin von Concin, ⚭ Wilhelm Eustach von Mamming zu Kirchberg
- Ferdinand Freiherr von Concin (* 1592;  † 23. April 1639 in Wien), seit 1623 kaiserlicher Kämmerer, begraben in der Minoritenkirche[4]
- Lucrezia von Concin